# 高山滑雪

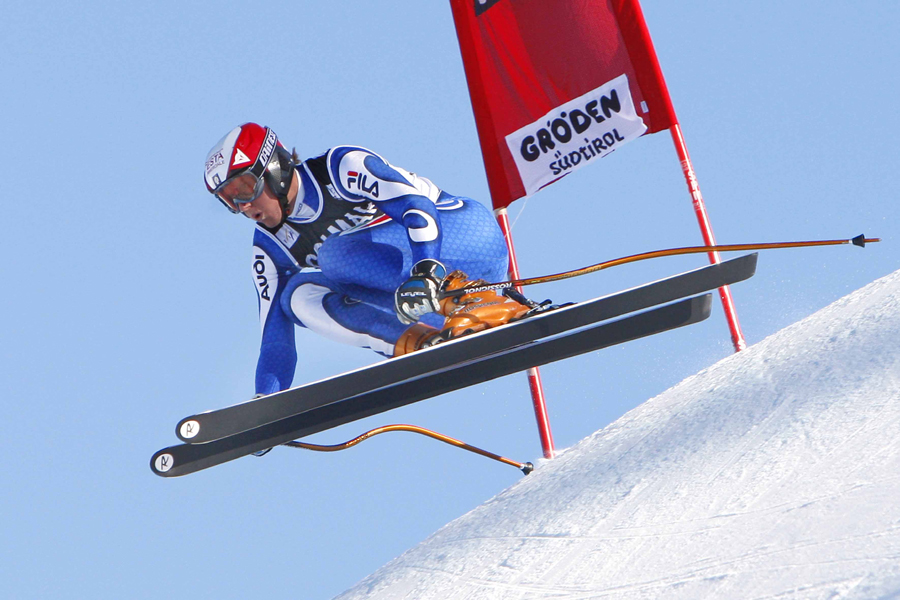
速降滑雪运动员Werner Heel在意大利加爾代納山谷

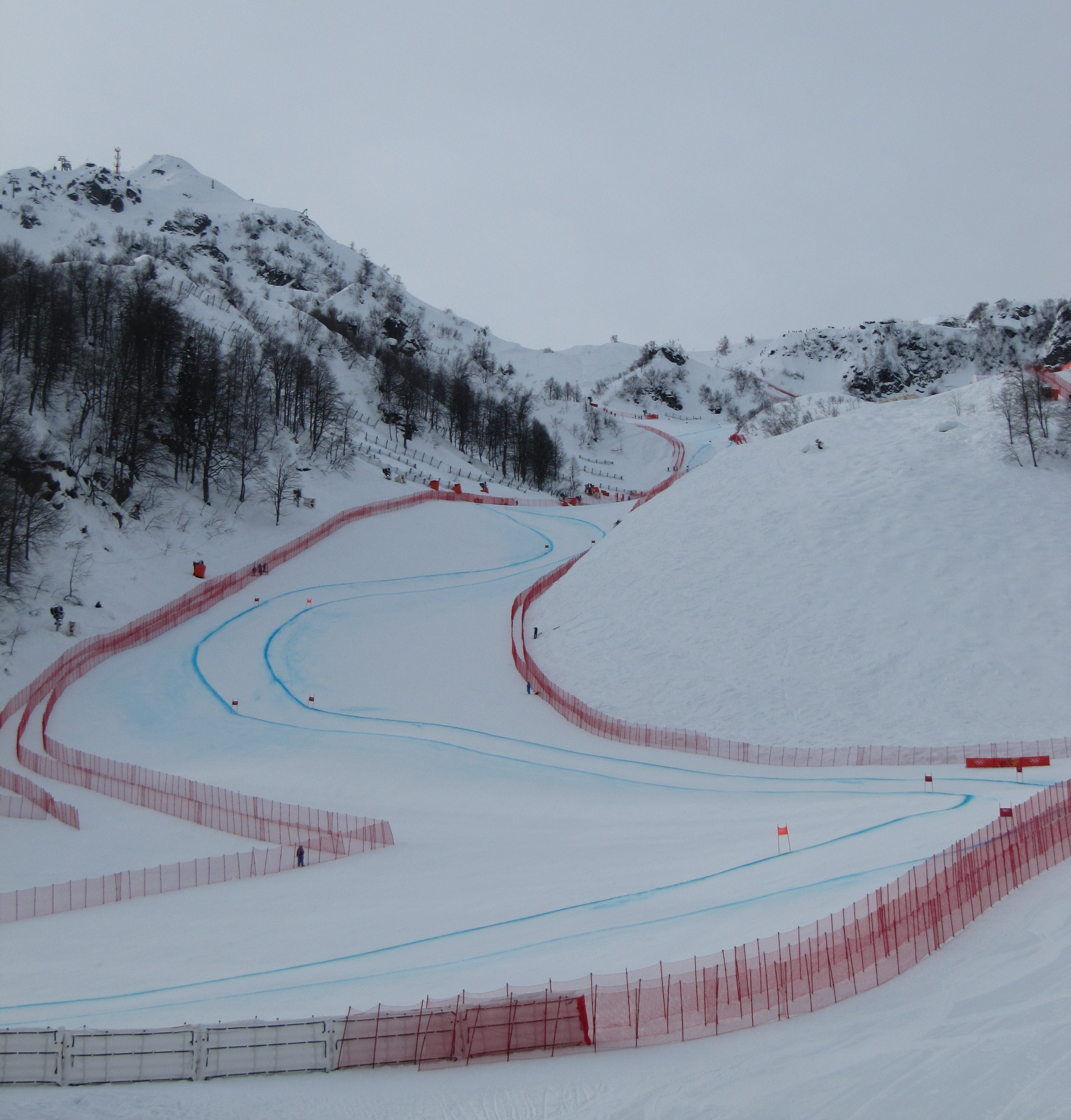
2014年索契冬奥会速降滑雪赛道

高山滑雪是一項於高山上進行的冬季運動項目，共設有10個小項，都為個人賽。比賽時，運動員需穿上有襯墊的緊身衣，並在心口的位置佩戴號碼布、戴好保護盔、穿上滑雪板、滑雪杖以及使用「脫離式固定器」。
高山滑雪比赛自1936年起成为冬季奥运会的比赛项目。1886年，挪威在奧斯陸引入了與現代小曲道比賽類似的競賽。

## 歷史
高山滑雪與其它冬季運動項目有所不同，它並非起源於北歐，而是於北極圈中生活的挪威人，他們在公元前3000年就以滑雪技術打獵。後來傳至北歐與俄羅斯等地。1850年代，高山滑雪普及至歐、美等地。從此以後，高山滑雪就流行起來。
現代的高山滑雪是於1922年由一位英國人於瑞士所創立，於德國加米施-帕騰基興冬季奧運中被列入比賽項目之一，當時只有男子和女子個人的混合式滑雪兩個小項，之後在第6屆冬季奧運中加入大回转（Giant Slalom）小項，但同時把混合式滑雪从比賽项目中取消，及後在1988年的加拿大卡加利冬季奧運中再次被加入為高山滑雪的小項之一，並且新增超級大回转（Super-G）。

## 冬季奧運中的高山滑雪
由高山滑雪於1936年冬季奧運正式成為比賽項目之後，共有10個小項，當中包括了：男子滑降賽（Downhill）、男子回转 （Slalom）、男子大回转、男子超级大回转和男子混合式滑雪（Combined），以及女子滑降賽、女子回转、女子大回转、女子超級大回转和女子混合式滑雪10個小項。
運動員要由起點出發以最快速度到達終點，時間準確至百分之一秒，若出現成績相同情況，名次可並排。

### 回转賽（Slalom）
高山滑雪中的回转賽小項設男子和女子個人賽，運動員要在兩個不同的滑道中滑行兩次，從高處(起點)向下滑。在滑行中，運動員要經過多個高約0.75米，寬4至6米的旗門。
男子賽中的旗門多達55至75個，而女子運動員要經過40到60個旗門。旗門由红色和藍色組成，運動員要交替穿插每個旗門，若運動員不經過任何一個的旗門，則會被判為「失去資格」，在兩次的滑行中，男子運動員要滑降140米至220米到達終點，而女子運動員則滑降120至180米，而比賽場地的坡度都為20至27度。

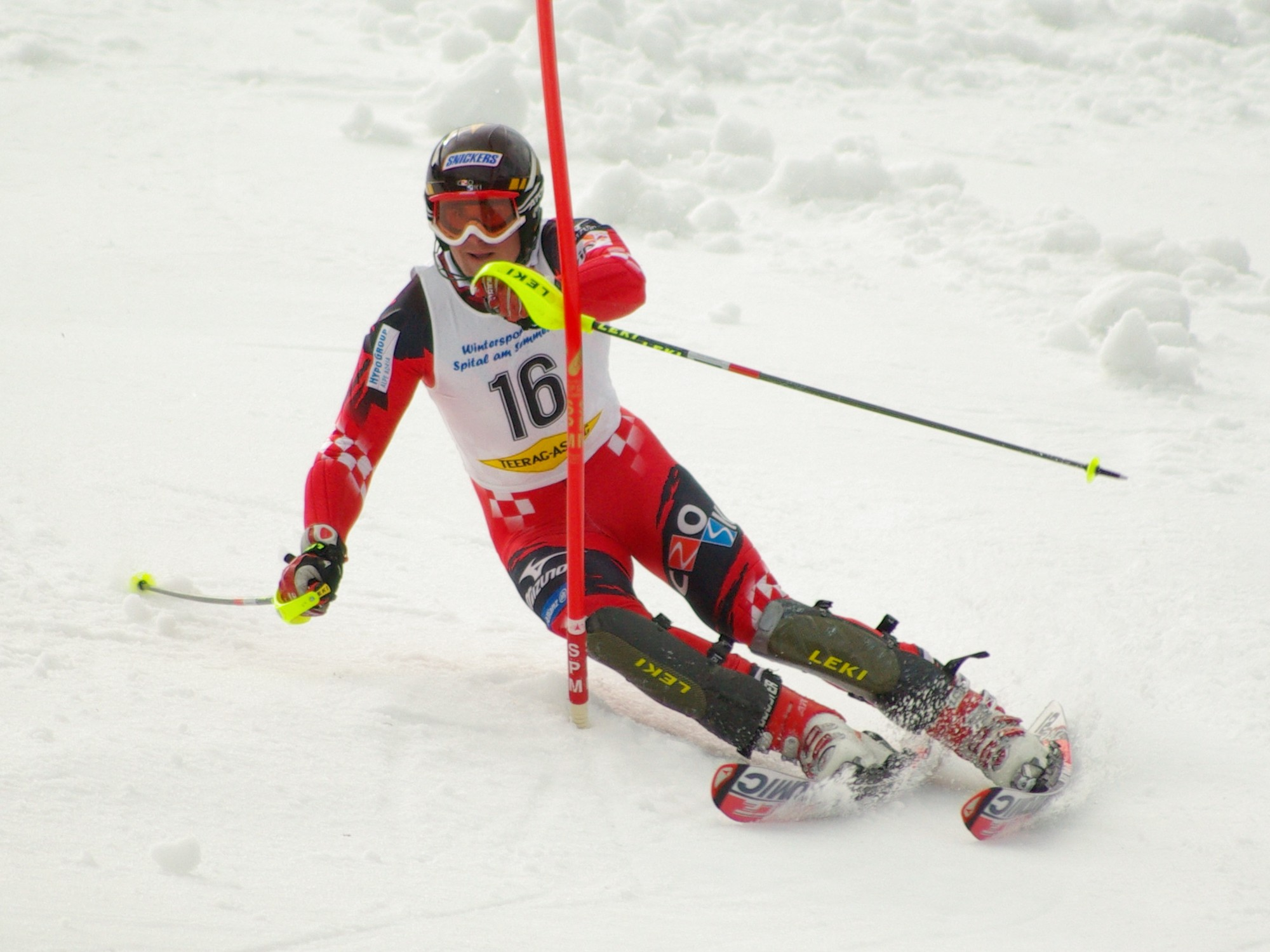
小回转滑雪

在兩次滑行後得到的成績會相加起來，若有運動員「失去資格」，總時間會被增加，而所用時間愈少，則排名愈高。

### 大回转（Giant Slalom）

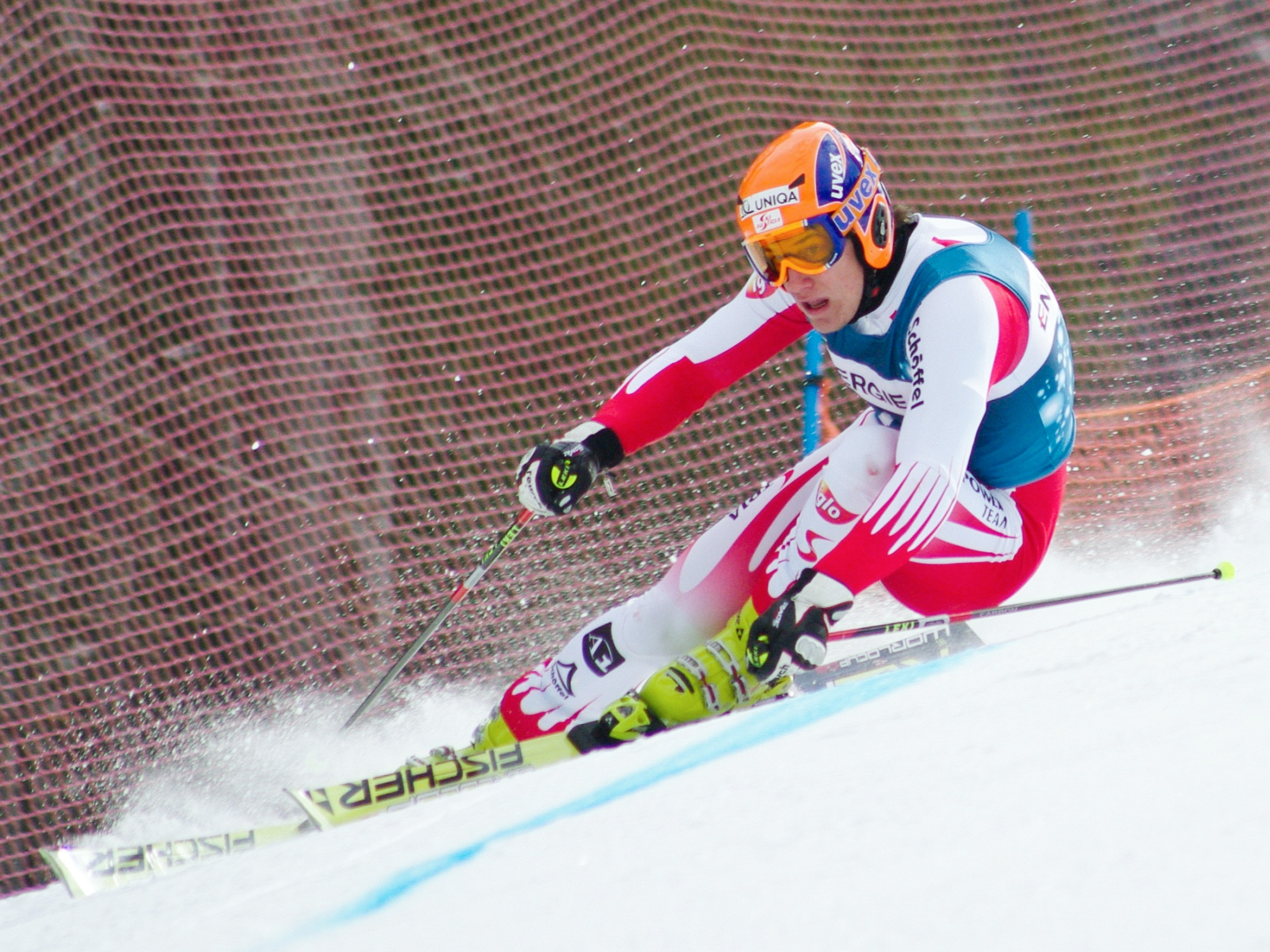
大回转滑雪

大回转的難度比回转賽更為高，大回转男子運動員要滑行350到400米，女子260到350米，兩人旗門之差不到10米 
而大回转賽與回转賽一樣，都是進行兩輪的滑行，而不同的是兩次的滑行都是在同一場地進行，但要注意的是旗門必須要重新安置。
運動員在完成兩次的滑行後，所得時間相加，時間最少者為優勝，若時間相同，排名可以並列。

### 超級大回转（Super G）
在超級大回转方面，運動員在每次比賽時，扣分不可多於120，比賽場地的寬度最低下限是30米。它是一項以「滑降賽的速度」與「大回转所用的技術」結合而成的比賽。當中，男子運動員要滑行500至650米，經過最少35個旗門，而女子運動員要滑行350至500米，經過最少30個旗門，每位運動員只需要滑行一次，便得出成績，所用時間愈少，成績愈好。

### 滑降賽（Downhill）
滑降賽是其中一個高山滑雪的小項，當中男子運動員起點及終點海拔差距為800至1000米，女子運動員差距為500至700米，並且經過多個密集而又令運動員容易出錯的旗門（兩個旗標中間），運動員被扣分不得多於120分。
由於距離只是數公里的關係，加上滑行速度可超過100公里。因此男子運動員的在兩分鐘以內就能完成，而女子運動員的成績為1分40秒左右。

### 混合式滑雪賽
混合式滑雪的一個難度極高的小項，運動員先要進行滑降賽，之後再進行兩個的回转賽，時間最快的名次愈高。當中的規則與滑行距離都是無異，男子運動員要滑行1080至1440米，而女子運動員則要滑行740至1060米，最快到達終點的運動員為金牌得主。

## 外部連結
- Alpine Canada Alpin （页面存档备份，存于） - Alpine Canada Alpin, 加拿大國內滑雪競賽管理機構
- U.S. Ski and Snowboard Association （页面存档备份，存于） - 國家滑雪競賽管理機構
- U.S. Ski Team （页面存档备份，存于） - 美國優秀運動員簡介和報導
- Retro Ski - ski history （页面存档备份，存于）
- Alpine Ski Database （页面存档备份，存于）
- Colorado Ski Museum
- Slalåm Ski Information